# Vystavotsjnyj tsentr
Vystavotsjnyj tsentr (Tentoonstellingscentrum Russisch: Выставочный центр) is een station van de Moskouse monorail.

## Geschiedenis
Het station is gebouwd in het kader van de eerste fase van de monorail in 2002. De bedoeling was destijds om de monorail ten zuidwesten van het VDNCh terrein nog in 2003 te openen maar het werd 20 november 2004. De exploitatie begon in excursie modus, dat wil zeggen als toeristische attractie. Reizigers konden een keer per half uur instappen bij Oelitsa Sergeja Ejzensjtejna tussen 10:00 uur en 16:00 uur. De andere stations werden alleen als uitstaphalte gebruikt. Op 10 januari 2008 werd de monorail volwaardig stadsvervoer en konden de reizigers tussen 6:50 uur en 23:00 uur in- en uitstappen op alle stations. Op 23 januari 2017 werd teruggekeerd naar de excursie modus, al kunnen de reizigers nog wel in- en uitstappen van 7:50 uur tot 20:00 uur. 

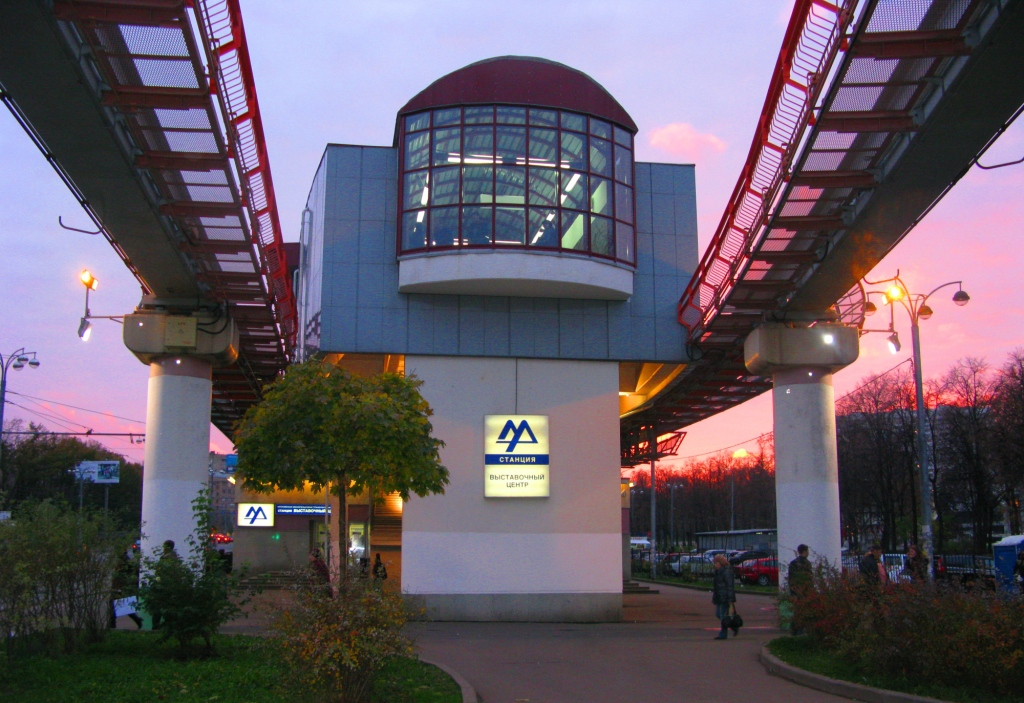
De noordkant
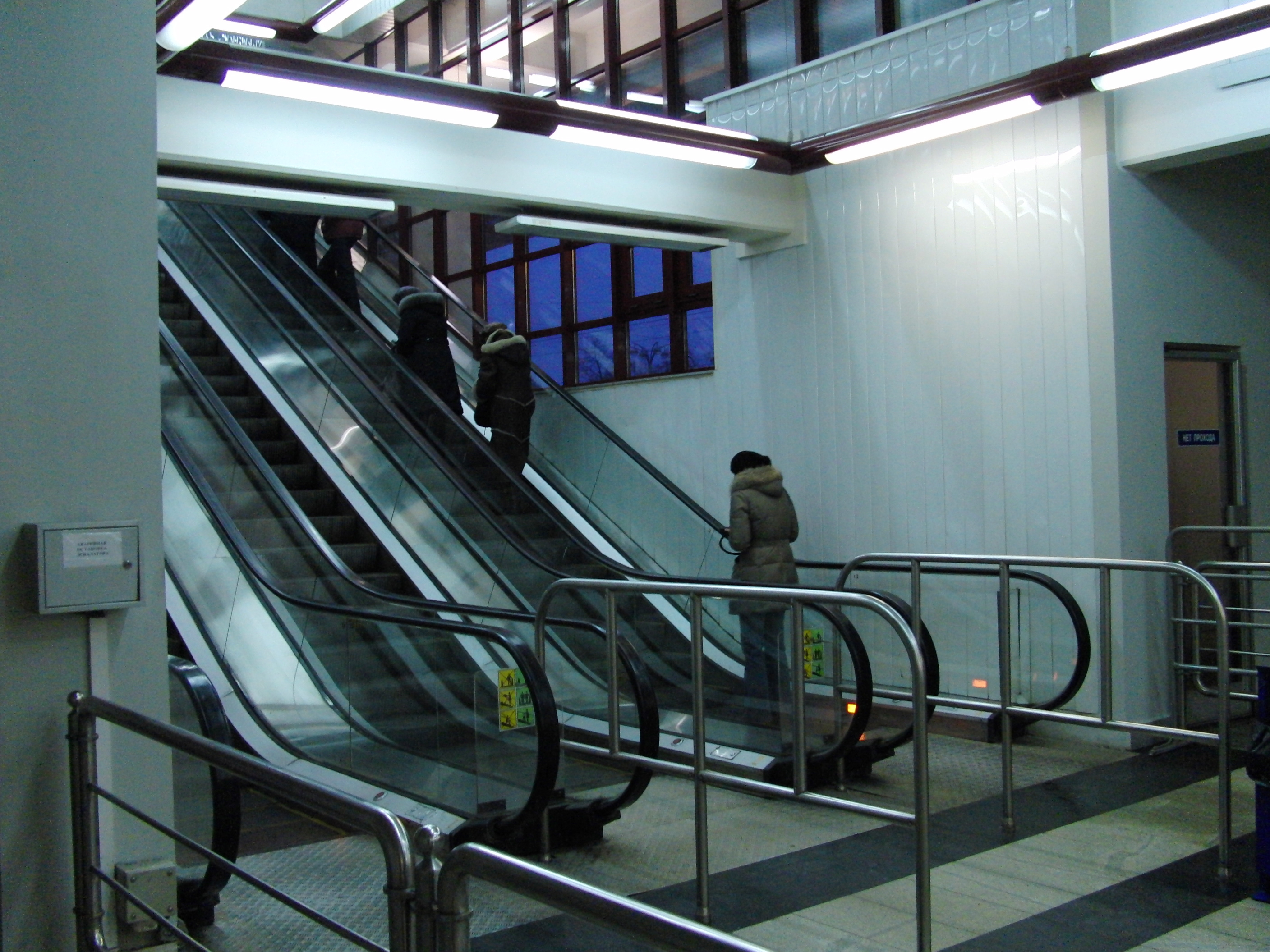
De roltrappen tussen stationshal en het perron
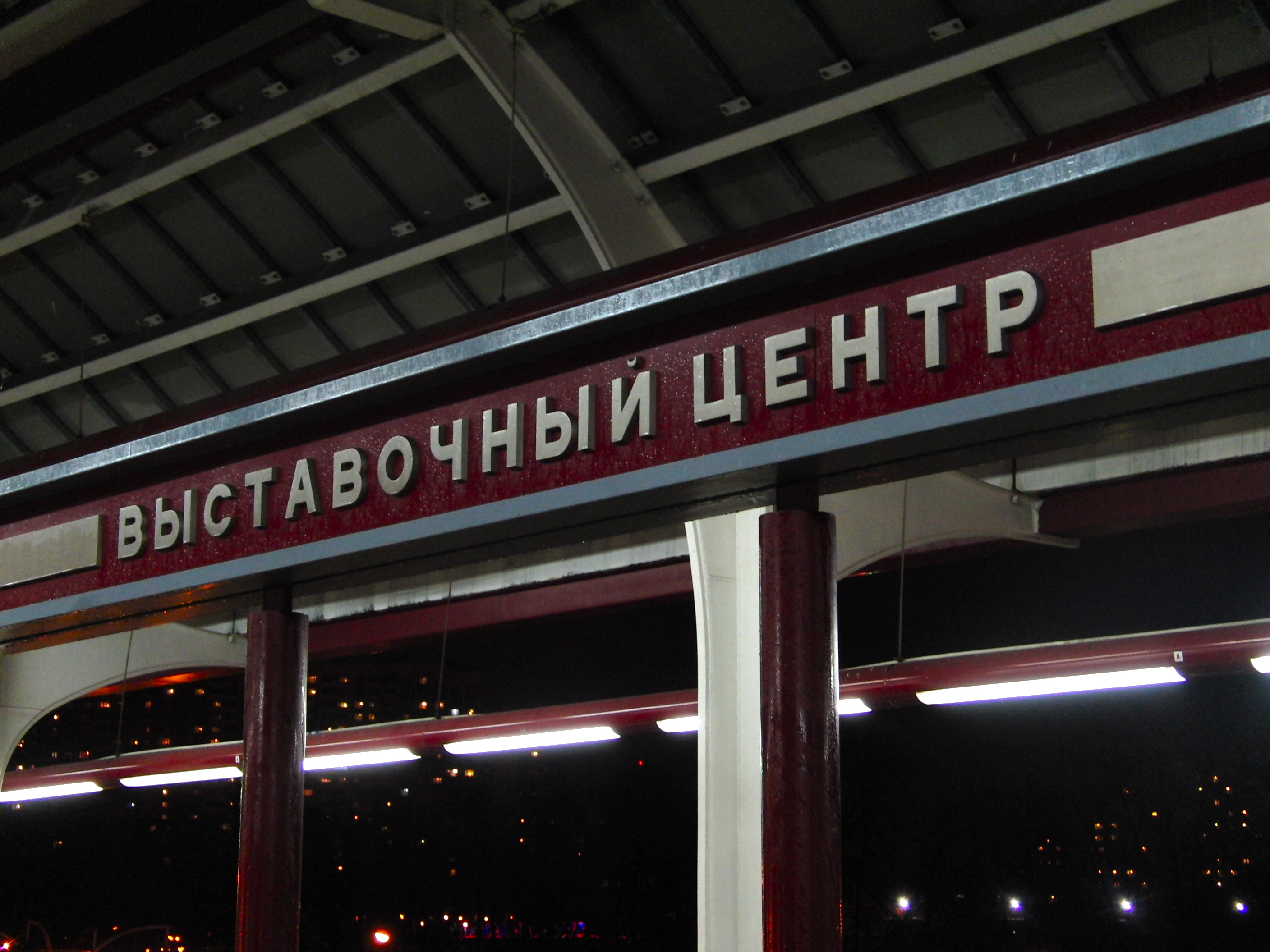
Het naambord op het perron

## Ligging
Het station ligt voor de hoofdingang van de VDNCh (Tentoonstelling van de verworvenheden van de nationale economie) dat tussen 1992 en 2014 Tentoonstellingscentrum van heel Rusland heette zodat het station in 2003 de naam tentoonstellingscentrum kreeg. Het perron is met roltrappen aan de noordkant verbonden met de stationshal. Reizigers kunnen naast het station overstappen op de trams en aan de westkant is een busstation voor interlokale lijnen die via de Jaroslavl autoweg naar plaatsen rten noorden van Moskou lopen. Overstappers naar de metro hoeven niet opnieuw het instaptarief te betalen, dit geldt ook voor overstappers op de, 3 km noordelijker gelegen, stations Rostokino en Botanitsjeski Sad  aan de Moskouse Centrale Ringlijn.